# Ятцазшурка
Ятцазшу́рка — река в Алнашском районе Удмуртии, правый приток Тоймы.
Длина реки 6 км. 
Впадает в Тойму в 1 км юго-восточнее деревни Байтеряково, высота устья 87 м. На реке расположены деревни Удмуртский Ятцаз, Русский Ятцаз (в верховье) и Байтеряково (в нижнем течении). В Байтеряково и на западной окраине через реку построены автомобильные мосты.
Код водного объекта в государственном водном реестре — 10010101512199000000590.